# Выставка из Кузнецова
Выставка из Кузнецова — деревня в Красноборском районе Архангельской области. Входит в состав Белослудского сельского поселения.

## География
Находится в юго-восточной части Архангельской области на расстоянии приблизительно 10 км на юго-восток по прямой от административного центра поселения деревни Большая Слудка на правобережье реки Уфтюга.

## История
В 1859 году здесь (деревня Сольвычегодского уезда Вологодской губернии) было учтено 4 двора. В деревне имеется недействующая деревянная часовня Илии Пророка, построенная не раньше 1861 и не позже 1862. Деревня застроена некрупными домами, до этого преобладали двухэтажные. Возможна историческая связь деревни с соседней (Кузнецово).

## Население
Численность населения: 21 человека (1859 год), 3 (русские 100 %) в 2002 году, 0 в 2010.